# Hapoel Gilboa Galil Elyon
L'Hapoel Gilboa Galil Elyon è una società cestistica avente sede a Gan Ner, in Israele. Fondata nel giugno del 2008, dalla fusione dell'Hapoel Gilboa e dell'Hapoel Galil Elyon, gioca nel campionato israeliano.

## Roster 2021-2022
Aggiornato al 28 novembre 2021.
|    | Naz.                                            | Ruolo | Sportivo            | Anno | Alt. | Peso | Note |
| -- | ----------------------------------------------- | ----- | ------------------- | ---- | ---- | ---- | ---- |
| 2  | Stati Uniti (bandiera)                          | P     | London Perrantes    | 1994 | 188  | 86   |      |
| 3  | Stati Uniti (bandiera)                          | AC    | Derek Cooke         | 1991 | 206  | 100  |      |
| 4  | Canada (bandiera) · Israele (bandiera)          | P     | Tom Maayan          | 1993 | 185  | 82   |      |
| 5  | Israele (bandiera)                              | G     | Michael Brisker     | 1998 | 185  | 80   |      |
| 6  | Stati Uniti (bandiera) · Regno Unito (bandiera) | AG    | Sacha Killeya-Jones | 1998 | 208  | 100  |      |
| 7  | Israele (bandiera)                              | G     | Rom Geffen          | 1994 | 193  | 84   |      |
| 8  | Israele (bandiera)                              | AP    | Yotam Hanochi       | 2000 | 204  | 99   |      |
| 10 | Israele (bandiera)                              | AG    | Noam Avivi          | 1999 | 205  | 102  |      |
| 11 | Israele (bandiera)                              | P     | Daniel Gueta        | 2003 | 188  |      |      |
| 13 | Israele (bandiera)                              | AP    | Hen Halfon          | 1996 | 196  |      |      |
| 14 | Israele (bandiera)                              | G     | Nevo Sommerfeld     | 2003 | 190  |      |      |
| 15 | Stati Uniti (bandiera)                          | AC    | Kaleb Wesson        | 1999 | 208  | 113  |      |
| 23 | Israele (bandiera)                              | C     | Benaya Srur         | 1999 | 206  |      |      |
| 25 | Stati Uniti (bandiera)                          | GA    | Ronnie Harrell      | 1996 | 201  | 91   |      |
| 80 | Israele (bandiera)                              | G     | Or Cornelius        | 1997 | 198  | 90   |      |

### Staff tecnico
| Allenatore: | Guy Kaplan                |
| Assistenti: | Mauro Spak, Netanel Dahan |

## Palmarès

### Titoli nazionali
- Campionato israeliano: 2

1992-1993 (come Hapoel Galil Elyon).
2009-2010
- Coppa di Israele: 2

1987-1988, 1991-1992 (come Hapoel Galil Elyon)
- Liga Leumit: 2

2015-2016, 2023-2024

### Titoli europei
- Lega Balcanica: 2

2011-12, 2012-13

## Cestisti
- Brandon Brown 2015-2016